# Pave Benedikt 13.
Pave Benedikt 13 (2. februar 1649 – 21. februar 1730) var pave fra år 1724, hvor han blev valgt, frem til sin død i 1730.
| Efterfulgte: Innocens 13. | Pave 1724-1730 | Efterfulgtes af: Clemens 12. |

1. ↑  Navnet er anført på engelsk og stammer fra Wikidata hvor navnet endnu ikke findes på dansk.